# 井上志帆子
井上 志帆子（いのうえ しほこ、1989年3月16日 - ）は、日本の女性タレント、舞台女優。福岡県福岡市出身。

## 人物
- 愛犬は、柴犬の「フジ」
- 趣味は、相撲とお笑い
- 推しは、チューリップ

## 出演情報

### テレビ
- 1回表のウラ （第2回）（2023年3月11日、TNCテレビ西日本）- ハニーズのコーチ役
- 地元応援live Wish+ （2023年7月10日・26日・2024年12月9日、KBCテレビ）- リポーター
- とっても健康らんど（2024年1月20日、KBCテレビ） - 愛犬フジ共演
- ブルーリバーの望むところだ!（2024年1月28日、TVQ九州放送）

### ラジオ
- アサデス。ラジオ （第2期）（2022年10月3日 ~ 2025年3月28日 毎週木曜日10:00 ~ 12:00、KBCラジオ） - 木曜バディ
- はっきょい宇美町 （2023年8月3日・10日 12:40 ~ 12:55、KBCラジオ）- MC
- ナイトクラブとしま～としまのとしまたぎ4時間生放送（2023年12月31日 ~ 2024年1月1日） - 電話出演
- #さえのわっふる（2024年6月3日、RKBラジオ） - 「ちょい前の演劇、令和だと犯罪だよね」の宣伝
- UP↑UP↑（2024年10年24日、CROSS FM） - 電話出演（秋吉優花の誕生日祝い）
- ポジモン!（2025年4月4日~ 毎週金曜日 6:30 ~ 12:00、KBCラジオ）- 9時から出演
- 福岡よしもとツナガルRadio（2025年5月1日 17:00~17:55、コミュニティラジオ天神）- ゲスト出演
- サタカンWonderland（2025年5月3日 13:00~19:00、KBCラジオ）- コガ☆アキの代理

### 舞台
- 福吉座第二回公演『J.O.K』（2023年1月17日 ~ 19日、福岡甘棠館show劇場）
- 『控えめに言って、崖野は殺した方がいい』（2023年5月9日 ~ 14日、福岡ぽんプラザホール）
- サプライズメーカーPandA本公演『「15」～結びの譜』（2023年6月13日 ~ 15日、福岡アクロス福岡円形ホール）
- 福吉座第四回公演『ゲラップ・ベイベ～』（2023年7月24日 ~ 26日、福岡ぽんプラザホール）
- 『じぇじぇこ』（2023年7月27日 ~ 30日、福岡湾岸劇場博多扇貝）
- きしPこくーん旗揚げ公演『冥土inシェアハウス』（2023年9月13日 ~ 17日、福岡ぽんプラザホール）- 珀 役
- 『しゃーSHE彼♀女』（2023年10月24日 ~ 29日、福岡ぽんプラザホール）
- 『城南フロッグボーイズ』（2023年12月5日 ~ 10日、福岡ぽんプラザホール）- 夢香 役
- 『こりゃもてんばい4』（2024年1月30日 ~ 2月4日、福岡ベイサイドライブホール）- めぐみ / 遥香 役
- 『ちょい前の演劇、令和だと犯罪だよね』（2024年6月11日 ~ 16日、福岡大名MKホール）
- 『島へおいでよ』（2024年7月9日 ~ 14日、福岡ぽんプラザホール）- 城南弥生 役
- 『それでも夢を見ている〜こりゃもてんばい〜』（2024年9月24日 ~ 29日、福岡ぽんプラザホール）- 平尾桜 役
- 『スクエアなヒトビト』（2024年10月29日 ~ 11月3日、福岡甘棠館show劇場）- 結衣 役
- 『田中ごっこ』（2024年12月16日 ~ 19日、福岡甘棠館show劇場）
- 『アホい春』（2025年2月25日 ~ 3月2日、福岡大名MKホール）
- 『エチュ狼』（2025年4月3日、福岡ぽんプラザホール）
- 『こりゃもてんばい〜SWEET MEMORIES〜』（2025年5月13日 ~ 18日、福岡ぽんプラザホール）[1]
- 『WHO IS SUNDAY GIRL』（2025年8月12日 ~ 17日、福岡ぽんプラザホール）

### コントライブ（初恋村）
- 『コントしちゃらんね』（2023年3月3日 - 4日、福岡あじびホール）
- 『コントとコーナーするばい』（2023年6月3日、福岡あじびホール）
- 『コントとコーナーするばい』（2023年8月5日、福岡あじびホール）
- 『初恋タローとコントしちゃらんね』（2023年10月7日、福岡大名MKホール）
- 『初恋タローコントしちゃらんね』（2024年1月13日、福岡大名MKホール）
- 『初恋タローとコントしちゃらんね』（2024年3月9日 - 10日、福岡大名MKホール）
- 『初恋タローとコントばしてくられすと』（2024年4月7日、佐賀市文化交流センター）
- 『初恋タローとコントしちゃらんね』（2024年8月3日、福岡大名MKホール）
- 『初恋タローコントしてちゃ』（2024年8月10日、大分音楽館）
- 『初恋タローとコントばしてくれらすと』（2024年8月12日、佐賀市文化交流センター）
- 『初恋タローとコントしちゃらんね』（2024年10月5日、福岡大名MKホール）
- 『初恋タローとコントしちゃらんね』（2024年12月1日、小倉LIVESPOTWOW!）
- 『初恋タローとコントしちゃらんね』（2025年1月11日、福岡大名MKホール）
- 『初恋タローとコントしちゃらんね』（2025年3月20日、福岡あじびホール）
- 『初恋タローとコントしちゃらんね』（2025年7月21日、福岡あじびホール）

### 司会・MC
- 日本相撲協会『腹タッチ会』（2023年6月11日、福岡ソラリアプラザ1階イベントスペース）
- 『福岡オクトーバーフェスト2023』（2023年10月20日 ~ 29日、福岡冷泉公園）
- 『福岡オクトーバーフェスト2024』（2024年10月18日 ~ 27日、福岡冷泉公園）
- 特別展「はにわ」関連イベント『はに丸スペシャルグリーティング』（2025年3月14日、九州国立博物館）
- 特別展「はにわ」関連イベント『はに丸王決定戦～はに丸とはにわクイズに挑戦！～』（2025年3月15日、九州国立博物館）

### 映画
- 『猫と私と、もう１人のネコ』（2024年3月22日公開、福岡KBCシネマ他）

### ゲスト出演
- 『堺萌香 BIRTHDAY EVENT 2024』（2024年9月1日、福岡border）

### MV
- 『ハートのオーケストラ』スピノスマイル - 愛犬フジと共演